# Ås
Ås là một đô thị ở hạt Akershus, Na Uy. Ås đã được lập thành một đô thị ngày 1 tháng 1 năm 1838. Ås là một trong những đô thị tăng trưởng nhanh ở Akershus. Ås là khu vực nông nghiệp của Akershus, là nơi có Đại học Sự sống Na Uy và công viên giải trí Tusenfryd

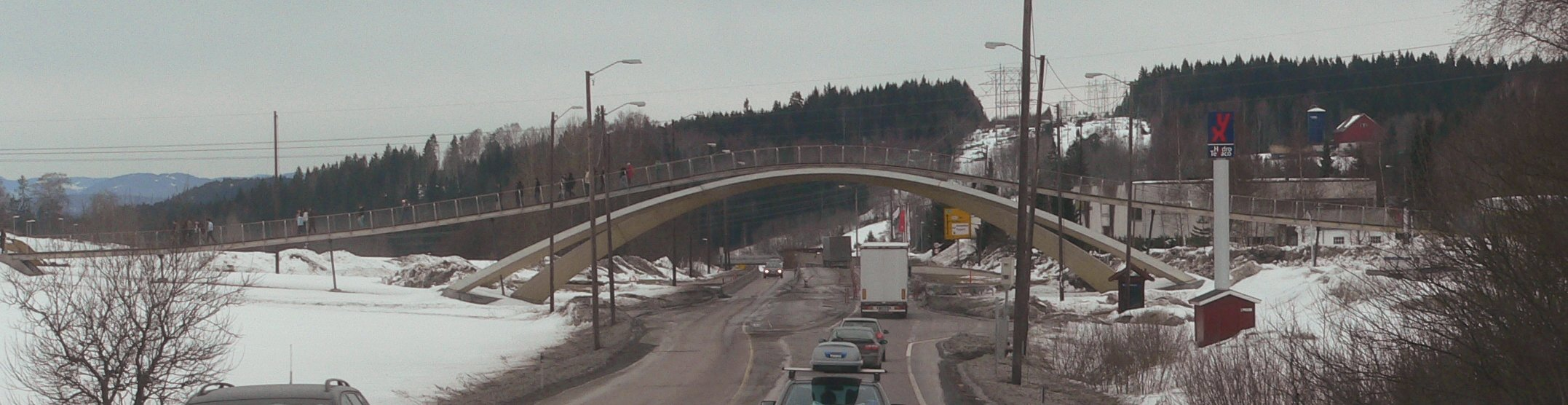
Cầu da Vinci

### Tên gọi
Đô thị này (ban đầu là một giáo khu) được đặt tên theo nông trang cổ Ås (Norse Áss), do nhà thờ đầu tiên đã được xây ở đó. Cho đến năm 1921, tên này đã được viết "Aas".
Đến thời điểm 1 tháng 1 năm 2005, Ås có diện tích 103 km² và dân số 14.472 người. Năm 2007, khu vực đô thị Ås có dân số 8095. Đô thị này cũng chứa một khu vực đô thị khác là Togrenda với dân số 2783. 1566 người sinh sống ở khu vực đô thị Ski.

## Những người dân nổi tiếng
- Solveig Kringlebotn
- Christian Magnus Falsen
- Simen Agdestein
- Knut Hjeltnes